# Пшеводув
Пшево́дув (пол. Przewodów, укр. Переводів) — село в гмине Долхобычув Хрубешувского повета Люблинского воеводства на юго-востоке Польши, недалеко от границы с Львовской областью Украиной. Он расположен примерно в 15 км к юго-западу от Долхобычува, в 39 км к югу от Хрубешува и в 129 км к юго-востоку от областного центра Люблина. Село находится в исторической области Галиция.
По состоянию на 2021 год в селе проживало 413 человек.

## История
Более 100 лет Пшеводув был пограничным селом Австрийской империи и Австро-Венгрии. Деревня принадлежала округу (староству) Сокаль коронной земли Королевства Галиции и Лодомерии, подчиняясь придворному уезду в Белзе. В селе действовала одноклассная народная школа, филиал греко-католической церкви и дислоцировались жандармы. Латино-католики подчинялись приходу в Жнятыне, католики-униаты — приходу в Лисках, а евреи — общине в Белзе.
Местная приходская греко-католическая церковь Великомученицы Параскевы была деревянной, возведенная в 1783 году,
отремонтирована в 1885 году, принадлежала к Варяжскому деканату униатской Перемышльской епархии. В 1886 году в селе возведена греко-католическая часовня.
Перепись 1921 года (тогда Пшеводов находился в Сокальском уезде Львовского воеводства) показала 140 домов и 737 жителей, в том числе 34 еврея и 658 украинцев.
На 1 января 1939 года в селе проживало 960 жителей, из них 860 украинцев-грекокатоликов, 75 украинцев-римокатоликов, 75 евреев. Село входило в гмину Варяж Место Сокальского повета Львовского воеводства Польской Республики.
16-20 июня 1947 года во время операции «Висла» польская армия выселила из Пшеводува на присоединённые к Польше северо-западные территории 115 украинцев. В деревне осталось 25 поляков.
В 1975—1998 годах село принадлежало Замойскому воеводству.
15 ноября 2022 года, в результате масштабной атаки ракетами на города и энергетические объекты Украины, одна ракета попала в село, в результате чего погибли два человека. По информации «Daily Mail» погибли 60-летний тракторист Богдан Чупек (Bogdan Ciupek) и 62-летний бригадир зернового склада Богуслав Вос (Bogusław Wos).

## Население
Демографическая структура на 31 марта 2011 года:
|         | Всего | До трудоспособного возраста | Трудоспособного возраста | Старше трудоспособного возраста |
| ------- | ----- | --------------------------- | ------------------------ | ------------------------------- |
| Мужчины | 254   | 48                          | 183                      | 23                              |
| Женщины | 276   | 41                          | 187                      | 48                              |
| Всего   | 530   | 89                          | 370                      | 71                              |